# R. M. Hare
Richard Mervyn Hare (21 de marzo de 1919 - 29 de enero de 2002), generalmente citado como R. M. Hare, fue un filósofo moral británico que ocupó el cargo de Profesor de Filosofía Moral de la Cátedra White en la Universidad de Oxford desde 1966 hasta 1983. Posteriormente, enseñó durante varios años en la Universidad de Florida. Sus teorías metaéticas fueron influyentes durante la segunda mitad del siglo XX. Hare es mejor conocido por su desarrollo del prescriptivismo universal como una teoría metaética, que argumenta estar respaldada por el análisis de las características formales del discurso moral, y por su defensa del utilitarismo de preferencia basado en su prescriptivismo.
Algunos de los estudiantes de Hare, como Brian McGuinness, John Lucas, y Bernard Williams se convirtieron en filósofos conocidos. Peter Singer, conocido por su participación en el movimiento de liberación animal (quien estudió el trabajo de Hare como estudiante de honor en la Universidad de Melbourne y llegó a conocer personalmente a Hare cuando era un estudiante graduado de Oxford BPhil), ha adoptado explícitamente algunos elementos del pensamiento de Hare, aunque no de su doctrina del prescriptivismo universal.

## Biografía
Richard Hare nació el 21 de marzo de 1919 en Backwell, Somerset. Asistió a la Rugby School en Warwickshire, seguida en 1937 por el Balliol College, Oxford, donde leyó a los clásicos. Después de unirse al cuerpo de entrenamiento de oficiales cuando todavía estaba en Rugby, al estallar la Segunda Guerra Mundial, se ofreció como voluntario para servir en la Artillería Real.
Hare fue tomado como prisionero de guerra por los japoneses desde la caída de Singapur en 1942 hasta el final de la Segunda Guerra Mundial. La experiencia de guerra de Hare tuvo un impacto duradero en sus puntos de vista filosóficos, particularmente en su opinión de que la filosofía moral tiene la obligación de ayudar a las personas a vivir sus vidas como seres morales. Su primer trabajo de filosofía, que nunca ha sido publicado, data de este período, y en él, trató de desarrollar un sistema que podría «servir como guía para la vida en las condiciones más duras»., según C. C. W. Taylor.
Regresó a Oxford después de la guerra y, en 1947, se casó con Catherine Verney, un matrimonio que tuvo un hijo y tres hijas. (El hijo de Hare, John E. Hare, también es filósofo.) Fue elegido becario y tutor de filosofía en Balliol de 1947 a 1966; miembro honorario en Balliol de 1974 a 2002; y nombrado Wilde Lecturer in Natural Religion, 1963–66; y White's Professor of Moral Philosophy, 1966–1983, que acompañó un traslado a Corpus Christi. Fue presidente de la Sociedad Aristotélica de 1972 a 1973. Dejó Oxford en 1983 para convertirse en profesor de investigación de posgrado en Filosofía en la Universidad de Florida en Gainesville, cargo que ocupó hasta 1994.
Después de sufrir una serie de infartos, R. M. Hare murió en Ewelme, Oxfordshire, el 29 de enero de 2002.
En su servicio conmemorativo celebrado en la iglesia de St Mary, Oxford, en mayo de ese año, Peter Singer pronunció (como sintió que Hare hubiera deseado) una conferencia sobre los «Logros en filosofía moral» de Hare que concluyó dando tres «principales, duraderos» unos, a saber, «restaurar la razón al argumento moral, distinguir los niveles intuitivos y críticos del pensamiento moral, y ser pionero en el desarrollo de... ética aplicada».

## Influencias
Hare estuvo muy influenciado por el emotivismo de A. J. Ayer y Charles L. Stevenson, la filosofía del lenguaje ordinario de J. L. Austin, una cierta lectura de la filosofía posterior de Ludwig Wittgenstein, y el utilitarismo de Immanuel Kant.[cita requerida]
Hare sostuvo que las reglas éticas no deben basarse en un principio de utilidad, aunque tuvo en cuenta consideraciones utilitarias. Su enfoque híbrido de la metaética lo distingue de utilitaristas clásicos como Jeremy Bentham. Su libro Sorting Out Ethics podría interpretarse diciendo que Hare es tanto kantiano como utilitarista, pero otras fuentes no están de acuerdo con esta evaluación. Aunque Hare usó muchos conceptos de Kant, especialmente la idea de universalidad, todavía era un consecuencialista, en lugar de un deontólogo, en sus puntos de vista éticos normativos. El mismo Hare abordó la posibilidad de que Kant fuera un utilitario como él, en su «¿Podría haber sido Kant un utilitario?». 

## Prescriptivismo universal
En una serie de libros, especialmente The Language of Morals (1952), Freedom and Reason (1963) y Moral Thinking (1981), Hare dio forma a una teoría que denominó «prescriptivismo universal». Según esto, términos morales como «bien», «debe» y «correcto» tienen dos propiedades lógicas o semánticas: universalizabilidad y prescriptividad. Con lo primero quiso decir que los juicios morales deben identificar la situación que describen de acuerdo con un conjunto finito de términos universales, excluyendo los nombres propios, pero no las descripciones definidas. Con esto último quiso decir que los agentes morales deben realizar aquellos actos que se consideran obligados a realizar siempre que estén física y psicológicamente capacitados para hacerlo. En otras palabras, argumentó que no tenía sentido que alguien dijera con sinceridad: «Debería hacer X» y luego dejar de hacer X. Frankena, Nobis y otros identificaron esto como una falla importante en el sistema de Hare, ya que parecía no tener en cuenta la akrasia, o debilidad de la voluntad.
Hare argumentó que la combinación de universalizabilidad y prescriptividad conduce a una cierta forma de consecuencialismo, a saber, el utilitarismo de preferencia.[cita requerida] En resumen, esto significa que debemos actuar de tal manera que maximicemos la satisfacción de las preferencias de las personas.[cita requerida]

## Importancia de la especificidad
Hare se aparta de la opinión de Kant de que solo se deben usar las máximas de conducta más generales (por ejemplo, «no robar»), pero se ignoran las consecuencias, al aplicar el imperativo categórico.[cita requerida] Ignorar las consecuencias lleva al absurdo: por ejemplo, que sería incorrecto robar los planes de un terrorista para volar una instalación nuclear. Todos los hechos específicos de una circunstancia deben ser considerados, y estos incluyen las consecuencias probables.[cita requerida] También incluyen las propiedades universales relevantes de los hechos: por ejemplo, los estados psicológicos de los involucrados.[cita requerida]

## Ética aplicada y filosofía política
Si bien Hare estaba principalmente interesado en la metaética, también hizo algunas contribuciones importantes en los campos de la filosofía política y la ética aplicada. Entre sus ensayos dentro de estos campos, aquellos sobre la maldad de la esclavitud, el aborto y la regla de oro, y sobre el demivegetarianismo, han recibido la mayor atención.[cita requerida] El trabajo más importante de Hare en filosofía política y ética aplicada se recoge en los dos volúmenes Essays on Political Morality (1989) y Essays on Bioethics (1993), ambos publicados por Oxford University Press.

## Obras seleccionadas
- Hare, R. M. (1952). The Language of Morals. Oxford: Clarendon Press. OCLC 1034413.
- Hare, R. M. (1972). Essays on Philosophical Method. Berkeley and Los Angeles: University of California Press. ISBN 9780520323346. (requiere registro).
- Hare, R. M. (1977). Freedom and Reason. Oxford: Clarendon Press. ISBN 9780198810926. (requiere registro).
- Hare, R. M. (1981). Moral Thinking: its levels, method, and point. Oxford New York: Clarendon Press Oxford University Press. ISBN 9780198246602. (requiere registro).
- Hare, R. M. (1982). «Ethical theory and Utilitarianism».  En Sen, Amartya; Williams, Bernard, eds. Utilitarianism and beyond. Cambridge: Cambridge University Press. pp. 22-38. ISBN 9780511611964.
- Hare, R. M. (1983). Plato. Oxford New York: Clarendon Press Oxford University Press. ISBN 9780192875853. (requiere registro).
- Hare, R. M. (1989). Essays in Ethical Theory. Oxford England New York: Clarendon Press Oxford University Press. ISBN 9780198240716.
- Hare, R. M. (1989). Essays on Political Morality. Oxford New York: Clarendon Press Oxford University Press. ISBN 9780198249955.
- Hare, R. M. (1992). Essays on Religion and Education. Oxford, New York: Clarendon Press Oxford University Press. ISBN 9780198249962. (requiere registro).
- Hare, R. M. (1993). Essays on Bioethics. Clarendon Press. ISBN 9780198236788. (requiere registro).

- Para obtener una lista más completa de publicaciones, consultar la bibliografía comentada de Keith Burgess-Jackson.

## Otras lecturas
- Price, A. W. (2004). «Hare, Richard Mervyn». Proceedings of the British Academy 124: 117-37.
- Price, A. W., «Hare, Richard Mervyn (1919–2002)»,  (en inglés), Oxford Dictionary of National Biography, (requiere suscripción).